# Мартин Папенхайм
Мартин Папенхайм (на немски: Martin Pappenheim) е австрийски невролог, психиатър и психоаналитик.

## Биография
Роден е на 4 ноември 1881 г. в Пресбург, Словакия. От 1891 до 1899 г. учи в гимназия Максимилиан във Виена. От 1899 до 1905 г. учи медицина във Виенския университет като завършва на 18 май 1905 г. През 1915 г. става специалист по неврология и психиатрия, а през 1924 г. става професор.
Неговата дъщеря Елзе Папенхайм (1911 – 2009) също е невролог и психоаналитик.

## Избрани трудове
- Über Dipsomanie klinische Studie. Springer (1918)
- Liquorstase bei diffuser meningitis (1925)
- Neurosen und Psychosen der weiblichen Generationsphasen. J. Springer, Wien-Berlin (1930)